# 27365 Henryfitz
27365 Henryfitz è un asteroide della fascia principale. Scoperto nel 2000, presenta un'orbita caratterizzata da un semiasse maggiore pari a 2,2083334 UA e da un'eccentricità di 0,1427650, inclinata di 9,33138° rispetto all'eclittica.